# Saint-André (Riunione)
Saint-André  è un comune francese di 53 303 abitanti nel dipartimento d'oltre mare della Réunion.

## Educazione
- École pour l'informatique et les nouvelles technologies